# Ignacio Prado Pastor
Ignacio Prado Pastor - (Lima, 1941), abogado, filósofo y editor peruano.

## Estudios
Realizó sus estudios de filosofía en la Pontificia Universidad Católica del Perú. 
Se graduó en 1974 con la tesis de bachillerato titulada La intención de San Anselmo en el "Proslogio". En 1975 sustentó su tesis doctoral titulada La definición de Dios y los argumentos sobre su existencia en el "Proslogio".

## Trabajo editorial
Se dedicó principalmente a las ediciones, publicando bajo el sello editorial Ignacio Prado Pastor Editor.

## Ediciones (selección)
- Arturo Corcuera: Noé delirante (Con ilustraciones de Tilsa Tsuchiya);[2]
- Lao Tzu: Tao Te Ching en la traducción de Onorio Ferrero, Lima, 1972.
- Walter Peñaloza: El discurso de Parménides, Lima, 1973.
- Ideología Mesiánica del Mundo Andino, compilación de Juan Ossio Acuña, Lima, 1973.[3]
- Bernardo de Torres (O.S.A.): Crónica Agustina de Bernardo de Torres, Lima, 1974.[4]
- Carmen Yates Martínez y Luis María Revilla Alayza Perú en mapas, Lima 1976.
- El Yogasutra de Patañjali con el comentario del rey Bhoja en la traducción de José León Herrera, Lima, 1977.
- Cúneo Vidal Rómulo: Diccionario Histórico - Biográfico del Sur del Perú, Lima, 1978.
- Carmen Yates Martínez y Luis María Revilla Alayza Perú en mapas, segunda edición, Lima 1981.
- Ramos Gavilán, Alonso: Historia del Santuario de Nuestra Señora de Copacabana, Lima, 1988.
- Federico Elguera: El barón de Keef en Lima  (3 tomos);
- Isabel Sabogal: Requiebros vanos (Poemas), Lima, 1988.[5]
- Isabel Sabogal: Entre el Cielo y el Infierno, un Universo dividido (Novela), Lima, 1989.[6]
- José Sabogal: Obras literarias completas, Lima, 1989.[7]
- Ventura Travada: Suelo de Arequipa convertido en cielo, Lima, 1993.[8]
- Javier Prado Heuderbert: Lima. Arquitectura y escultura religiosa y virreynal, con prólogo de Juan Gunther, Lima, 1996.

## Colaboración en otras ediciones
- Fue redactor de Educación bilingüe: una experiencia en la Amazonía peruana, Lima, Instituto Lingüístico de Verano, 1979.